# Praeopsylla powelli
Praeopsylla powelli är en loppart som beskrevs av Ingram 1927. Praeopsylla powelli ingår i släktet Praeopsylla och familjen Chimaeropsyllidae. Inga underarter finns listade i Catalogue of Life.